# Dealu Capsei
Dealu Capsei falu Romániában, Erdélyben, Fehér megyében.

## Fekvése
Topánfalva közelében fekvő település.

## Története
Dealu Capsei korábban Topánfalva része volt, 1956 körül vált külön 407 lakossal.
1966-ban 368 román lakosa volt. 1977-ben 393 lakosából 359 román, 34 cigány volt. 1992-ben 318 román lakosa volt, a 2002-es népszámláláskor pedig 263 lakosából 223 román, 1 német, 39 cigány volt.